# Schlacht an den Kaudinischen Pässen
In der Schlacht an den Kaudinischen Pässen im Jahre 321 v. Chr. erlitten die Römer gegen die Samniten im 2. Samnitenkrieg eine demütigende Niederlage, indem sie auf den Kaudinischen Pässen in eine Falle liefen. Darauf Bezug nehmend bezeichnet die Redewendung kaudinisches Joch eine schmachvolle Erniedrigung.
Die samnitische List soll eine Erfindung der Geschichtsschreiber sein.

## Historischer Hintergrund
In den insgesamt drei Samnitenkriegen von 343 v. Chr. bis 290 v. Chr. ging es um die Kontrolle und Vorherrschaft in Kampanien durch die noch junge Römische Republik über die Samniten, den ansässigen Stämmen in Samnium.

## Auslöser und Verlauf der Schlacht
Die Schlacht 321 v. Chr. während des 2. Samnitenkriegs war Folge einer samnitischen Kriegslist: Der samnitische Feldherr Gaius Pontius erfuhr, dass sich die Heere der beiden Konsuln in Calatia bei Capua befanden. Er ließ samnitische Soldaten als Hirten verkleiden und von den Römern gefangen nehmen. Die Hirten verbreiteten dann das Gerücht, dass die Samniten das mit Rom verbündete Luceria in Apulien belagern würden.
Tatsächlich reagierten die Römer, als sie von dieser Nachricht erfuhren, wie erwartet. Sie witterten die Chance, die Samniten in einer Schlacht zu besiegen, und eilten Richtung Luceria, wobei sie unvorsichtigerweise den schnellsten Weg wählten, nämlich den über die nicht mehr genau lokalisierbaren Kaudinischen Pässe (Furculae Caudinae, eigentlich: Kaudinische Gabeln, da sich hier der Weg gabelte) in der Nähe der samnitischen Stadt Caudium, der von den Samniten kontrolliert wurde.
Der Pass war links und rechts von hohen Bergen umgeben. Als die Römer ihn erreichten, fanden sie den Ausgang durch umgestürzte Bäume und Felsbrocken versperrt. Nun wollten die Römer umkehren, doch die Samniten blockierten auch den rückwärtigen Eingang des Passes, sodass die Römer in der Falle saßen.
Dem Bericht des Titus Livius zufolge sandte Gaius Pontius nun einen Brief an seinen Vater Herennius mit der Frage, wie er nun weiter vorgehen solle. Zunächst erhielt er die Antwort, er solle die Römer abziehen lassen. Dies kam für ihn nicht in Frage, also sandte er erneut einen Brief, woraufhin Herennius antwortete, er solle die Römer bis auf den letzten Mann niedermachen. Gaius Pontius habe dann gefragt, ob es keinen Mittelweg gebe, woraufhin er die Antwort erhielt, ein Mittelweg sei in diesem Fall eine große Dummheit: Wenn man darauf verzichte, die Römer durch Gnade zum Frieden zu zwingen, sei eine Fortsetzung des Krieges unausweichlich, und in diesem Fall müsse man versuchen, Rom so hart wie möglich zu treffen. Demütige man die Römer hingegen, würden sie mit aller Macht auf Rache sinnen. 
Dennoch entschied sich Pontius, wie es heißt, für einen solchen Mittelweg. Er schlug den beiden römischen Konsuln, die das gefangene Heer anführten, vor, dass sie abziehen dürften, wenn sie im Gegenzug Geiseln zur Sicherheit stellten und sich bereit erklärten, ihr Heer der demütigenden Prozedur zu unterwerfen, unter dem „Joch“ hindurchziehen zu lassen. Da die Römer nach mehreren Tagen dem Hungertod nahe waren, willigten sie nach einer Rede des angesehenen Legionslegaten L. Cornelius Lentulus ein und ließen sich „unterjochen“.

## Folgen der Entscheidung
Die antiken Geschichtsschreiber berichten übereinstimmend, dass der Senat der Römer den von den Samniten aufgezwungenen Vertrag (foedus) ablehnte. Da der Wunsch nach Vergeltung sehr groß war, zog der Konsul Publilius Philo bereits 320 v. Chr. wieder gegen Caudium und Papirius Cursor gegen die Stadt Luceria, wo sich die römischen Geiseln befunden haben sollen. Nachdem die Römer bei Caudium einen Erfolg erzielt hatten, flohen die Samniten nach Luceria, das von Cursor belagert wurde. Schließlich ergab sich die samnitische Besatzung, lieferte die Geiseln aus und unterjochte sich den Römern.

## Historizität
In der modernen Forschung ist man sich weitgehend darüber einig, dass die Ablehnung des Vertrages und die Vergeltungsaktionen der Römer unhistorisch sind. Die samnitische List soll eine Erfindung der Geschichtsschreiber sein, um die erhebliche Niederlage der Römer herunterzuspielen.